# Kosmos (entreprise)
Pour les articles homonymes, voir Kosmos.

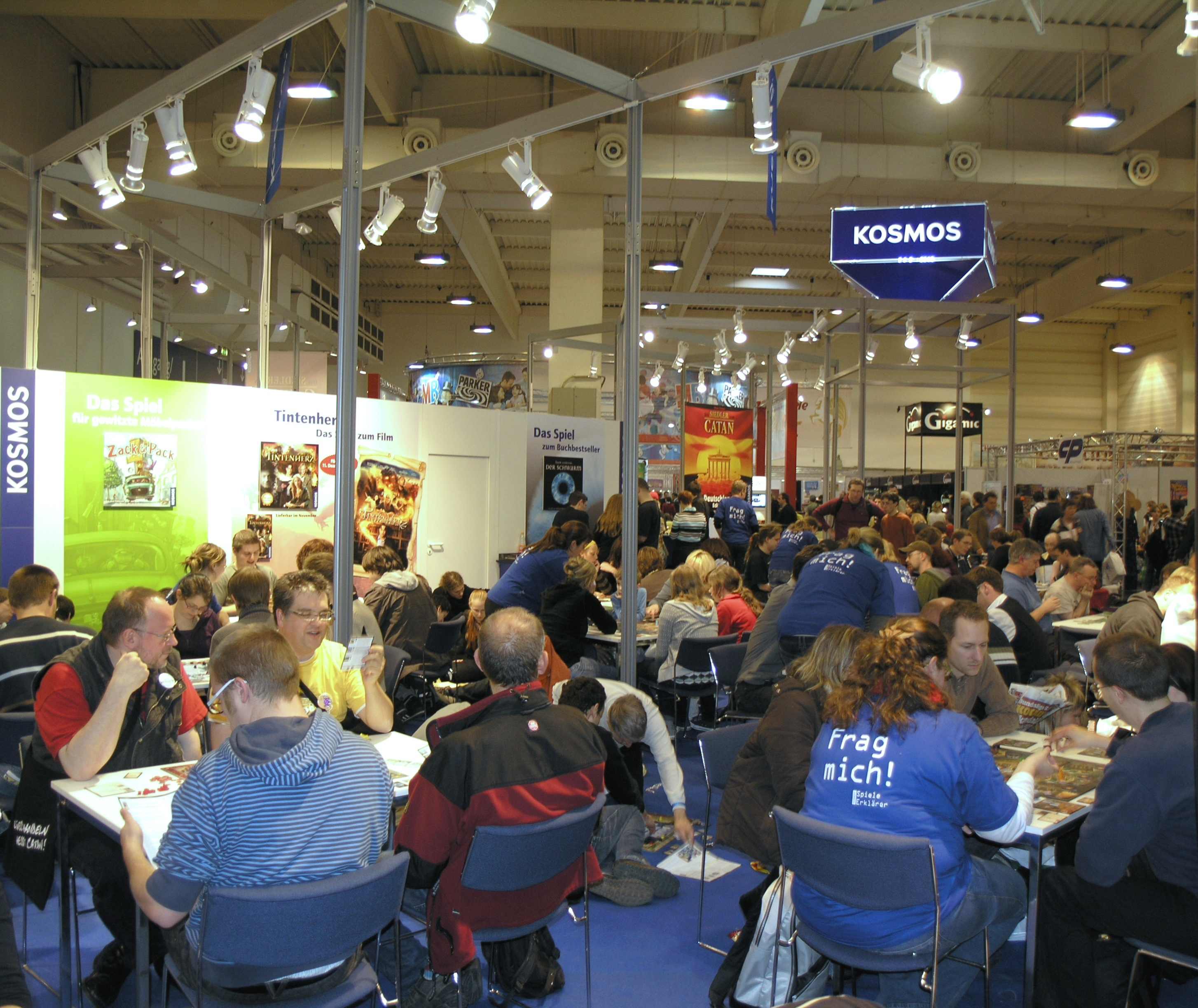
Essen Spiel 2008

Kosmos est une société d'édition de jeux de société et de jeux scientifiques basée à Stuttgart, en Allemagne.
La société est surtout connue à l'extérieur de l'Allemagne pour ses grandes boîtes de jeux de société, en particulier Les Colons de Catane et tous les jeux qui en ont dérivé, ainsi que pour sa gamme de jeux à deux.
Elle était connue jusqu'en 1996 sous le nom de Franckh-Kosmos.

## Quelques jeux édités
(février 2024).

### Grands jeux
- Das Spiel, 1980, Reinhold Wittig, Spiel des Jahres  plus beau jeu 1980
- Wir futtern die kleinen Nilpferde, 1983, Reinhold Wittig, Spiel des Jahres  plus beau jeu 1983
- Sherlock Holmes détective conseil ou Sherlock Holmes Criminal-Cabinet, 1984, Gary Grady, Suzanne Goldberg, Raymond Edwards, Spiel des Jahres  1985
- Müller & Sohn, 1980, Reinhold Wittig, Spiel des Jahres  plus beau jeu 1986
- Tal der Könige, 1992, Christian Beierer
- Les Colons de Catane ou Die Siedler von Catan, 1995, Klaus Teuber, Spiel des Jahres  1995, Deutscher Spiele Preis  1995, Essener Feder  1995
- Barbarossa, 1997, Klaus Teuber
- La Traversée du désert - Durch die Wüste, 1998, Reiner Knizia
- Twixt, 1998 (réédition), Alex Randolph
- Ta Yü, 1999, Niek Neuwahl
- Nouveaux Mondes ou Die neuen Entdecker, 2001, Klaus Teuber, Spiel der Spiele  2001, Essener Feder  2001
- Robbys Rutschpartie, 2003, Wolfgang Kramer, Jürgen P.K. Grunau et Hans Raggan
- Die Brücken von Shangrila ou The Bridges of Shangri-La, 2004, Leo Colovini, Mensa Select Mind Games  2004
- Génial ou Einfach Genial, 2004, Reiner Knizia, Japan Boardgame Prize  débutants 2004, Spiel der Spiele  2004, Mensa Select Mind Games  2005
- Richard Cœur de Lion ou Löwenherz, 2004, Klaus Teuber

### CollectionSpiele für zwei(jeux à deux)
- Kahuna, 1998, Günter Cornett (de), As d'or Jeu de l'année  2000
- Babel, 2000, Uwe Rosenberg et Hagen Dorgathen
- Ballon Cup, 2003, Stephen Glenn